# Hubert Moest

Hubert Moest um 1920

Richard Hubert Moest (* 3. Dezember 1877 in Köln; † 29. Dezember 1953 in Berlin) war ein deutscher Filmregisseur, Schauspieler, Filmproduzent und Drehbuchautor.

## Leben und Wirken
Der Sohn des Bildhauers Richard Moest besuchte das Gymnasium in Köln, eine Kunstschule und arbeitete als Kunstmaler. 1895 begann er mit Auftritten als Schauspieler und Operettensänger an Schmierenbühnen in Bad Godesberg, Hagen und anderen Städten Westdeutschlands. 1908 heiratete er in Trier Berta Hedwig Lang. Die Ehe wurde 1919 in Berlin geschieden. Seine Frau machte später als Stummfilmstar Hedda Vernon Karriere und spielte auch des Öfteren unter seiner Regie.
Moest kam 1912 nach Berlin und gehörte zum Ensemble des Theaters am Nollendorfplatz. Im selben Jahr betätigte er sich auch als Theaterregisseur.
Dann wandte er sich dem Film zu, wo er nach seinem Einstand als Schauspieler ab 1914 zahlreiche Melodramen und Lustspiele inszenierte. Sein erster Film als Regisseur war der Film Selbstgerichtet oder: Die gelbe Fratze, den Hedda Vernon in der Hauptrolle auch gleichzeitig produzierte. Häufig war diese auch in den Produktionen der Eiko-Film die Hauptdarstellerin. Obwohl er im Frühjahr 1915 als Trainsoldat einberufen wurde, konnte er seine Regiearbeit uneingeschränkt fortsetzen.
1919 gründete er die Firmen Moest Film GmbH und die Moest-Sacchetto Internationale Film-Compagnie m.b.H. Im Dezember 1921 erwarb Waldemar von Brieger die Mehrheit der Anteile an der Moest-Film und wandelte die Firma in die Internationale Film-Anstalt GmbH um. Moest schied aus der Gesellschaft aus und gründete im Februar 1922 die Moest-Produktions GmbH. Nachdem das Projekt Die Bernsteinhexe nicht zustande gekommen war, gründete er im April 1922 mit Friedrich Weißenberg die Aladin-Film Co. AG. 1925 erhielt er durch die Ring-Film für eine Filminszenierung des Dramas Götz von Berlichingen zum letzten Mal einen Regieauftrag.
Ende der 1930er Jahre fand Moest, der seit 1924 mit der Jüdin Charlotte Elly Liepmann verheiratet war und unter schwierigen Bedingungen lebte, eine Beschäftigung als Aushilfe bei der Elekta-Film in Prag. 1942 kam er in Verschwörung gegen Marco, der deutschen Fassung einer italienischen Produktion, noch einmal als Schauspieler zum Einsatz.

## Filmografie (als Regisseur)
- 1913: Menschen und Masken (nur Schauspieler)
- 1914: Die Millionenmine (nur Schauspieler)
- 1914: Selbstgerichtet oder: Die gelbe Fratze
- 1915: Maria Niemand und ihre zwölf Väter
- 1915: Die Heiratsfalle
- 1915: Doch die Liebe fand einen Weg
- 1915: Zofenstreiche
- 1915: Zofia
- 1916: Maskenspiel der Nacht
- 1916: Das Opfer der Wera Wogg
- 1916: Das Wunder der Nacht
- 1916: Die Bettelprinzessin
- 1916: Der Weg zum Reichtum
- 1916: Das Bild der Ahnfrau
- 1916: Hans im Glück
- 1916: Hedda im Bade
- 1916: Hedda Vernon’s Bühnensketch
- 1916: Suzannens Tugend
- 1916: Die Stricknadeln
- 1916: Seine kokette Frau
- 1917: Die roten Schuhe
- 1917: Die fremde Frau
- 1917: Noemi, die blonde Jüdin
- 1917: Die Verworfenen
- 1917: Wenn der Wolf kommt
- 1918: Mouchy (auch Co-Drehbuch)
- 1918: Die Narbe am Knie (auch Schauspieler)
- 1918: Das Armband
- 1918: …der Übel größtes aber ist die Schuld
- 1918: Fesseln
- 1918: Das Mädchen aus der Opiumhöhle
- 1918: Puppchen
- 1918: …um eine Stunde Glück
- 1918: Wo ein Wille, ist ein Weg (auch Drehbuch)
- 1918: Der Gefangene von Dahomy
- 1918: Das Todesgeheimnis
- 1919: Die Erbin
- 1919: Galeotto, der große Kuppler (auch Drehbuch)
- 1919: Das große Wagnis
- 1919: Die Hexe von Norderoog
- 1919: Letzte Liebe
- 1919: Der Peitschenhieb
- 1919: Taumel
- 1919: Tscherkessenblut
- 1919: Ut mine stromtid (auch Co-Drehbuch und Produktion)
- 1919: Seine Beichte
- 1919: Blondes Gift
- 1919: Der Hampelmann (auch Schauspieler)
- 1919: Jugendliebe
- 1919: Alles verkehrt
- 1919: Die nach Liebe dürsten
- 1920: Der Schieberkönig
- 1920: Durch Seligkeit und Sünden
- 1920: Das Frauenhaus von Brescia (auch Co-Drehbuch)
- 1920: Lepain, der König der Verbrecher (auch Schauspieler)
- 1920: Maita
- 1921: Klub der Einäugigen (auch Drehbuch)
- 1921: Die reine Sünderin (auch Produktion)
- 1921: Das Zimmer mit den sieben Türen (auch Produktion)
- 1921: Die Jungfrau von Kynast (auch Produktion)
- 1921: Lady Godiva
- 1923: Das fränkische Lied
- 1923: Die Sonne von St. Moritz
- 1924: Die sterbende Erde
- 1925: Zwischen zwei Frauen
- 1925: Götz von Berlichingen zubenannt mit der eisernen Hand (auch Drehbuch)
- 1942: Verschwörung gegen Marco (nur Schauspieler)